# Virtuix Omni One
O Virtuix Omni One é um simulador de esteira omnidirecional (locomoção em qualquer direção) e um acessório de captura de movimento para jogos de realidade virtual e treinamento militar, que através de uma plataforma simula a locomoção com uso de sapatos especiais, que funciona em conjunto com o óculos HTC Vive, permitindo o usuário controlar o personagem e caminhar dentro de um número limitado de jogos. Foi apresentado na Electronic Entertainment Expo 2013 e lançado em 2017 pela empresa Virtuix.
Em 2013, o Omni One tornou-se uma das dez maiores campanhas tecnológicas no Kickstarter, arrecadando US$ 1,1 milhão através do financiamento coletivo. Desde então, levantou outros US$ 35 milhões de investidores privados e institucionais. Sua produção iniciou em novembro de 2015. Os apoiadores do Kickstarter receberam seus pedidos em janeiro de 2017.
A partir de 2017, a Virtuix passou a fornecer apenas para uso comercial, já vendeu mais de 3 500 sistemas Omni Pro para mais de 500 locais comerciais. Uma versão do dispositivo para o consumidor, chamada "Omni One", foi planejada para ser lançada até o final de 2021.

## História
A Virtuix foi fundada por Jan Goetgeluk, que largou seu emprego no banco de investimentos para desenvolver o projeto, investindo todo seu tempo com um investimento pessoal de 200 mil dólares para desenvolver um protótipo. O protótipo do Omni usava sapatos fictícios e o software Kinect para detectar movimento, em vez do sistema de sensores que se tornou parte do produto final. Assim solicitou uma patente nos EUA em outubro de 2013 para seu aparelho de locomoção. A Virtuix apresentou o protótipo do Omni na Electronic Entertainment Expo 2013 em Los Angeles (Califórnia), onde foi relatado pelo Engadget, The Verge e, outras publicações eletrônicas.
A Virtuix lançou uma campanha Kickstarter em junho de 2013 para arrecadar dinheiro para a fabricação. A campanha foi endossada pelo fundador da Oculus Rift, Palmer Luckey, e ultrapassou sua meta de financiamento de 150 mil dólares em três horas e meia após iniciada. A campanha arrecadou um total de 1,1 milhão de dólares, tornando-se uma das 10 maiores campanhas de crowdfunding de tecnologia da época. Goetgeluk apresentou o Virtuix Omni em um episódio do programa de TV Shark Tank em 2013, após vender aproximadamente três mil unidades na campanha Kickstarter. Ele não conseguiu obter financiamento dos Sharks depois de pedir US $ 2 milhões por 10% da empresa. No entanto, o investidor Shark Tank Mark Cuban investiu no Omni após a exibição do programa. Em 2016, a empresa testou oregulamento para uma possível oferta de ações ao público.
O Omni foi apresentado no SXSW em 2014, onde Jan Goetgeluk, também falou sobre o tema da realidade virtual. A versão final do Omni foi apresentada no Consumer Electronics Show 2015 em Las Vegas (Nevada). Foi descrito como "elegante" em comparação com suas versões anteriores. Também esteve presente na E3 em 2015, onde ganhou o prêmio de Melhor Tecnologia.
Em janeiro de 2016, a primeira produção da Omni começou a ser enviada aos consumidores. Em dezembro de 2016, a Virtuix anunciou que não seria capaz de atender às pré-encomendas internacionais, citando as dificuldades logísticas e financeiras de enviar um item tão grande internacionalmente. Como desculpa, a Virtuix reembolsou esses clientes com juros adicionais de 3%, capitalizados anualmente. Os apoiadores do Kickstarter começaram a receber seus pedidos durante a terceira semana de janeiro de 2017.
Em setembro de 2017, a Virtuix anunciou o Omniverse™, sua plataforma proprietária de entrega de conteúdo e gerenciamento de fliperama para locais de entretenimento comercial. O Omniverse permite que os clientes testem jogos a partir de uma interface VR, e permite que os operadores gerenciem vários Omnis a partir de um único dispositivo, como um tablet, e acompanhem as análises de um Centro de Controle baseado na web.
Atualmente, o Omniverse apresenta 24 jogos de realidade virtual otimizados para uso em fliperama. Entre os primeiros jogos lançados estaria "Affected The Manor" da Fallen Planet Studios. O co-fundador dos estúdios, Mark Paul, comunicou que: "O Omniverse representa uma oportunidade para lançarmos nosso jogo em mais de mil sistemas de entretenimento comercial de uma só vez, sem o incômodo de acordos de licenciamento individuais. Estamos empolgados em lançar Affected na plataforma Omniverse e alcançar uma audiência mundial em lugares que não conseguimos capturar antes." 
O jogo mais recente adicionado ao Omniverse é "Dead Zone".
Em março de 2018, uma esteira omnidirecional baseada no design do Omni, fornecido pela Virtuix ao estúdio durante a produção, desempenhou presença proeminente na adaptação cinematográfica de Steven Spielberg do romance de Ernest Cline, Ready Player One.
Em novembro de 2018, a Virtuix revelou sua tão esperada atração de e-sports Omni Arena na IAAPA Attractions Expo em Orlando, junto com o parceiro Funovation. Mais de 350 participantes se inscreveram para uma demonstração VIP antes do início do show, com uma cobertura da imprensa muito positiva - a Forbes nomeou a Omni Arena como uma das principais histórias d
a IAAPA 2018.
Omni Arena apresenta quatro plataformas de movimento Omni 2.0 e traz esports fora de casa, dando a qualquer um que jogue uma chance de ganhar em concursos semanais e mensais, prêmio anual de mais de 100 mil dólares. Seus principais recursos incluem uma área de preparação automatizada para configuração rápida do jogador, minijogos para facilitar as interações sociais entre os jogadores durante a configuração, estações de compartilhamento social para compartilhar imagens do jogo, um aplicativo para eliminar filas de espera e aumentar o uso. A atração também é capaz de transmitir competições pela plataforma de transmissão ao vivo Twitch. As primeiras instalações desta nova atração foram concluídas em março de 2019.
Em outubro de 2020, a Virtuix revelou publicamente o mais recente design de sua esteira omnidirecional, chamada "Omni One", com lançamento programado para o segundo semestre de 2021 e, marca um retorno à visão original de fornecer uma esteira VR para uso nas casas. As mudanças incluem a remoção do anel de suporte que envolve a cintura do usuário, permitindo maior liberdade de movimento para os braços do usuário, também permite ajoelhar e pular. Ele será oferecido como um "dev-kit" separado e também como um pacote com um óculos VR autônomo (sem necessidade de PC). O vídeo promocional exibe o Pico Neo 2.

## Visão geral
O Omni é um simulador de locomoção projetado para funcionar como um controlador de jogo e permite que os jogadores caminhem dentro do ambiente do jogo em que estão jogando. É usado em conjunto com o HTC Vive para uma configuração de jogo de realidade virtual completa. A superfície é em forma de tigela e requer sapatas especiais de baixa fricção ou coberturas de sapatas. Ele usa sensores inerciais para rastrear a posição de uma pessoa, o comprimento de sua passada e a velocidade com que ela se move. A informação é então enviada para um computador que transforma os dados em movimentos do jogo.
O design atual do Omni Harness mantém o jogador estável no ringue, sem a necessidade de faixas nas pernas. Como ele repousa sobre o anel de suporte, o jogador é capaz de girar rapidamente ao caminhar ou correr, sem que o usuário precise girar o suporte vertical junto com ele. Desde seu primeiro lançamento, o rastreamento de movimento também melhorou, permitindo uma gama mais ampla de velocidade do jogador. O Omni One usa um colete, em vez de arnês, para maior conforto e liberdade de movimento.

## Ligações externos
- Página oficial